# John van Loenhout
John van Loenhout (Bergen op Zoom, 24 april 1977) is een voormalig Nederlands voetballer die als aanvallende middenvelder speelde.
Van Loenhout speelde voor de amateurs van RKVV Nieuw Borgvliet alvorens hij voor RBC Roosendaal zou gaan spelen. In 1996 debuteerde hij voor RBC, waarvoor hij ruim 120 wedstrijden speelde en meer dan 30 doelpunten maakte voor hij in 2000 naar RKC Waalwijk vertrok. Met RKC speelde Van Loenhout drie jaar in de Eredivisie, in de tweede helft van het seizoen 2001/2002 werd hij voor een half jaar aan zijn oude club RBC verhuurd. In 2003 vertrok de aanvallend ingestelde middenvelder naar VVV-Venlo, waar hij twee jaar speelde voordat hij werd aangetrokken door De Graafschap. Bij De Graafschap had hij een contract tot zomer 2007. Inmiddels heeft De Graafschap bekendgemaakt niet verder te willen met Van Loenhout. In het seizoen 2007/08 speelde hij voor het Duitse SV Straelen. In de zomer van 2008 speelde hij voor Hoofdklasser Baronie, maar in oktober 2008 vertrok hij weer naar een profclub; FC Dordrecht. Van 2009-2010 tot juni 2013 speelde hij voor FC Lienden. Vanaf het seizoen 2013/2014 in Bergen op Zoom bij MOC '17.

## Profstatistieken
| Seizoen | Club             | Duels | Goals | Competitie         |
| ------- | ---------------- | ----- | ----- | ------------------ |
| 1996/97 | RBC              | 29    | 4     | Eerste divisie     |
| 1997/98 | RBC              | 33    | 7     | Eerste divisie     |
| 1998/99 | RBC              | 30    | 8     | Eerste divisie     |
| 1999/00 | RBC Roosendaal   | 34    | 16    | Eerste divisie     |
| 2000/01 | RKC Waalwijk     | 21    | 3     | Eredivisie         |
| 2001/02 | RKC Waalwijk     | 11    | 0     | Eredivisie         |
| 2001/02 | → RBC Roosendaal | 19    | 5     | Eerste divisie     |
| 2002/03 | RKC Waalwijk     | 6     | 0     | Eredivisie         |
| 2003/04 | VVV-Venlo        | 32    | 11    | Eerste divisie     |
| 2004/05 | VVV-Venlo        | 29    | 9     | Eerste divisie     |
| 2005/06 | De Graafschap    | 10    | 0     | Eerste divisie     |
| 2006/07 | De Graafschap    | 15    | 1     | Eerste divisie     |
| 2007/08 | SV Straelen      | 22    | 6     | Oberliga Nordrhein |
| 2008/09 | FC Dordrecht     | 14    | 2     | Eerste divisie     |
| Totaal  | Totaal           | 305   | 72    |                    |